# Klabautermannen
Klabautermannen är en dansk-svensk-norsk dramafilm från 1969 i regi av Henning Carlsen. Filmen är baserad på den dansk-norske författaren Aksel Sandemoses roman från år 1927 med samma namn.

## Rollista
- Lise Fjeldstad – Inger
- Hans Stormoen – Asbjørn Bauta, kapten på Ariel
- Claus Nissen – Asthor Asbjørnsen, matros
- Allan Edwall – Tor, sjuke matros
- Peter Lindgren – styrmannen
- Margit Carlqvist – sjuksköterskan
- Erling Dalsborg – juden
- Knud Hilding – besättningsman på Ariel
- Jørgen Langebæk – besättningsman på Ariel
- Gunnar Strømvad – besättningsman på Ariel
- Ole Søgaard – Klaus Bornholmeren
- Torben Færch – yngste lättmatrosen
- Ove Petersen – skeppspojken
- Flemming Dyjak – Esbjørn, fästmannen
- Ole Larsen – tulltjänsteman
- Kim Andersen – Arnor, Ingers son